# Paraschizognathus brunneus
Paraschizognathus brunneus är en skalbaggsart som beskrevs av Phillip B. Carne 1958. Paraschizognathus brunneus ingår i släktet Paraschizognathus och familjen Rutelidae. Inga underarter finns listade i Catalogue of Life.